# Бромид титана(III)
Бромид титана(III) — неорганическое соединение, соль металла титана и бромистоводородной кислоты с формулой TiBr3, чёрно-синие кристаллы, растворяется в воде, образует кристаллогидрат.

## Получение
- Растворение металлического титана в концентрированной бромистоводородной кислоте:

{\displaystyle {\mathsf {2Ti+6HBr\ {\xrightarrow {}}\ 2TiBr_{3}+3H_{2}\uparrow }}}
- Восстановление атомарным водородом бромида титана(IV):

{\displaystyle {\mathsf {TiBr_{4}+H_{(Zn,HCl)}\ {\xrightarrow {}}\ TiBr_{3}+HBr}}}
- Восстановление титаном бромида титана(IV):

{\displaystyle {\mathsf {3TiBr_{4}+Ti\ {\xrightarrow {T}}\ 4TiBr_{3}}}}

## Физические свойства
Бромид титана(III) образует чёрно-синие кристаллы.
Образует кристаллогидрат состава TiBr3•6H2O — красно-фиолетовые кристаллы, которые плавятся в собственной кристаллизационной воде при 115 °С.
Хорошо растворяется в воде.
Растворяется в этаноле и ацетоне.

## Химические свойства
- Разлагается (диспропорционирует) при нагревании:

{\displaystyle {\mathsf {2TiBr_{3}\ {\xrightarrow {927^{o}C}}\ TiBr_{2}+TiBr_{4}}}}
- Реагирует с щелочами в инертной атмосфере:

{\displaystyle {\mathsf {TiBr_{3}+3NaOH\ {\xrightarrow {N_{2}}}\ Ti(OH)_{3}\downarrow +3NaBr}}}